# HAKUTO

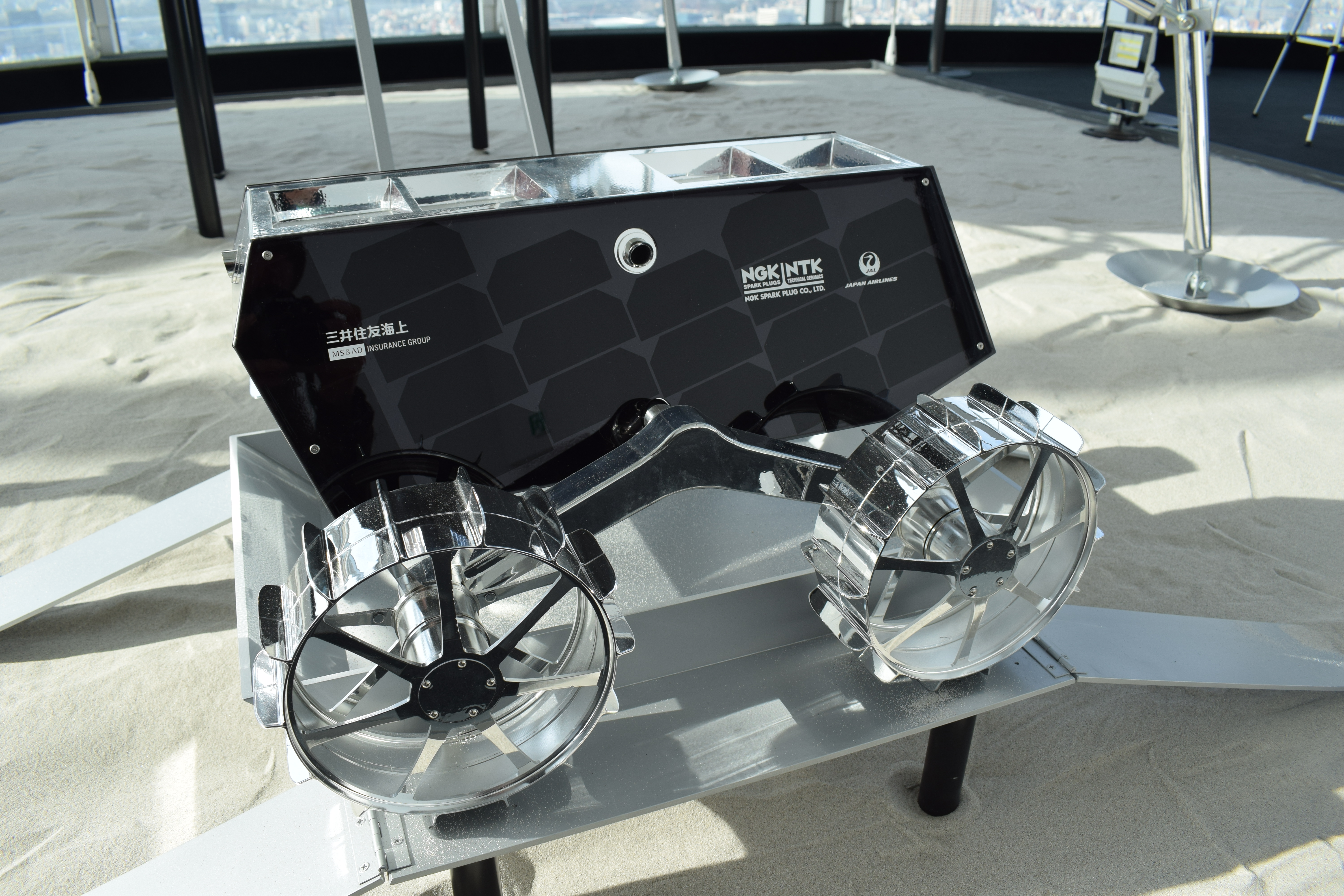
ローバーのSORATO

HAKUTO（ハクト）は、日本の民間発の月面探査チーム。日本の航空宇宙企業であるispaceにより運営され、月面無人探査レースGoogle Lunar X Prizeに参加していた。HAKUTOの名称は日本の伝承の白兎に因む。2018年にレースが終了し、HAKUTOの打上げは断念された。

## 概要
HAKUTOは「日本のみの民間によるチーム」と思われることが多いが、下記にあるように、様々な大学や、外国の研究所、制作機関なども協力しており、厳密には「日本を中心とした、多国籍の学術機関・民間機関が協力する、民間のチーム」という解釈が正しい。詳細は下記歴史節を参照。
ただし、スポンサーとなっていた団体は、全て日本の企業や団体である。特に、オフィシャルパートナーであるKDDIは、ローバー（月面探査車）である「SORATO」から、先ず月着陸船であるTeamIndus HHKへ通信を介して、更には地球へと通信波（720pのHD画質の動画が見られる程度の高速度通信）を8分程度送出させる等の、重要な通信ミッションにも携わっていた。
その他、サポート団体として、鳥取県のような地方公共団体、日本航空のような航空会社、更にはもとより宇宙開発に貢献してきたJAXAやJAMSS等も名を連ねていた。
2018年3月にXPRIZEの月面無人探査レースは終了したが、チームの名前は日本初の民間月面探査プログラム「HAKUTO-R」に引き継がれている。

## 歴史

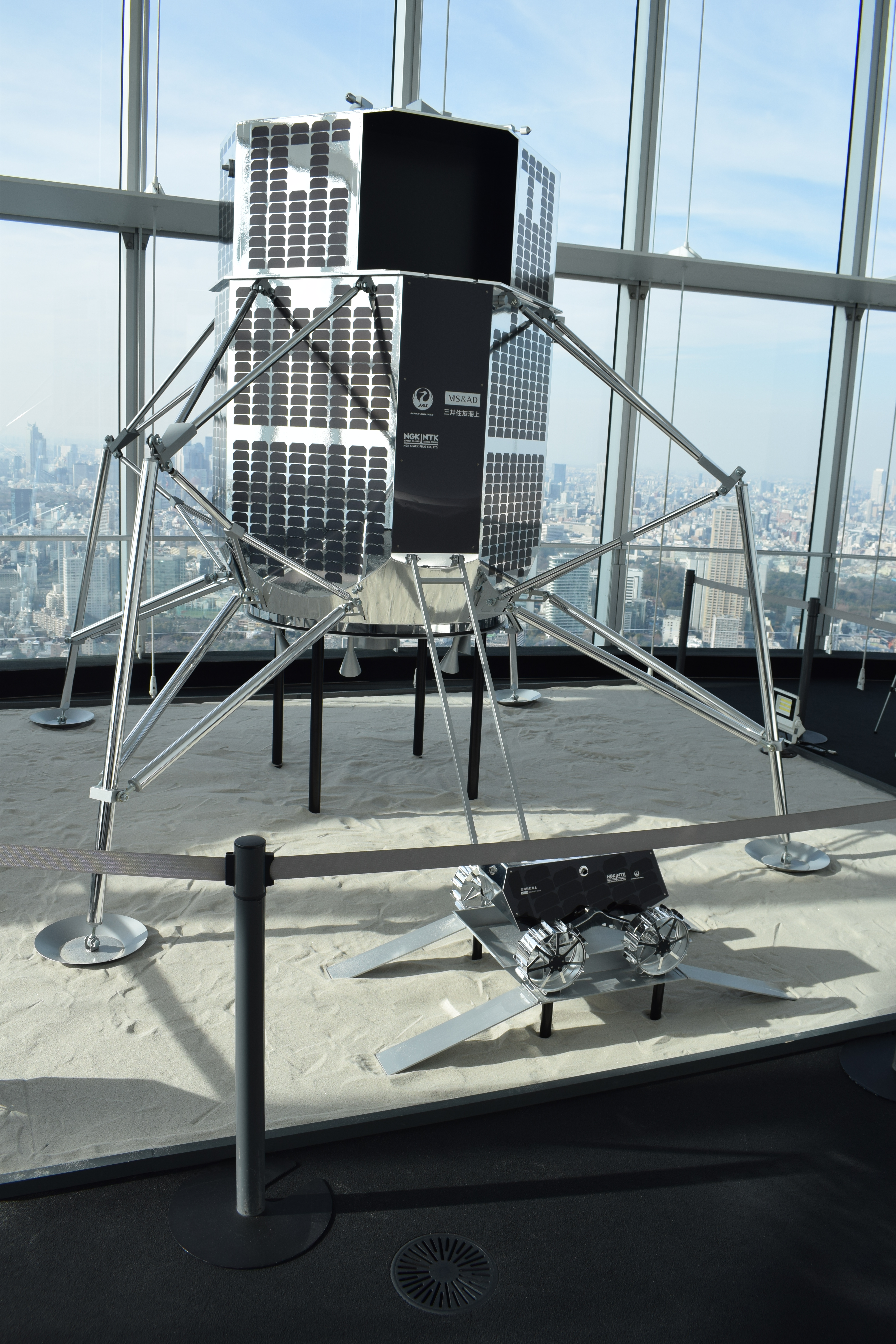
SORATO（手前）とHAKUTO-Rのランダー（奥）

- 2008年、オランダでホワイトレーベルスペースが設立された。2009年にチームはGoogle Lunar XPRIZEに登録した[9]。
- 2010年9月10日、ホワイトレーベルスペース・ジャパンLLCが設立され有限会社として日本で登記された[10][要文献特定詳細情報]。
- 2012年6月11日、2作目の試作月面車 (PM-2) の名称が"はくと" (「White Rabbit」) に決まった[9]。
- 2013年
  - 1月30日、活動拠点をオランダから日本に移転する事が発表された。この変更にはSteve Allenから日本で運営を主導していた袴田武史に主導権が移る事も含まれた[11][12] 。
  - 7月15日、チーム名を公式にHAKUTO（ハクト）に変更した[4]。 12月4日、HAKUTOはクラウド・ファウンディングにより3作目の月面車の試作車 (PM-3) の開発資金を調達する事に成功した[9]。
- 2014年2月19日、HAKUTOはマイルストーン賞（中間賞）の移動サブシステム部門の5チームの中の1チームに選ばれた[13]。さらに2015年1月に発表されたマイルストーン賞で、月面移動サブシステム中間賞を受賞した[14]。
- 2016年後半にAstrobotic Technology（英語版）の月着陸船にHAKUTOの月面車が“相乗り”する予定[14]であったが、同年12月22日にはTeamIndus（英語版）の月着陸船にHAKUTOの月面車が“相乗り”する契約をTeam Indusと締結したと発表した。打ち上げ予定日は2017年12月28日、打ち上げ場所はインド・シュリーハリコータのサティシュ・ダワン宇宙センターの予定とされた[15]。
- 2018年
  - 1月11日、Team Indusがロケットの調達に失敗したことに伴い、Google Lunar XPRIZEの期限である同年3月末までの打ち上げを断念したことを発表した[16][17]。同時に、XPRIZE財団に対し期限の延期を要請していることを明らかにした[16][17]。
  - 1月23日、XPRIZE財団は期限の延長を行わず、期限通りにレースを終了することを発表[18]。
  - 3月31日、勝者がないままGoogle Lunar XPRIZEの期限が終了。HAKUTOも挑戦を終了し、今後はispaceの月面探査ローバーSORATOの開発を通じて月探査を目指していくことを発表した[19]。

## 活動拠点
袴田武史によって主導されるチームは日本を拠点としていた。主導する技術者の吉田和哉は、小惑星探査機『はやぶさ』の開発にも参加した東北大学の航空宇宙技術の教授である。HAKUTOはispaceによって運営され、東北大学の宇宙ロボット研究所によって支援された。

## 協力者達
2008年1月時点においてチームは9人の正式な協力者を擁した。
- 先進運営と技術サービス(Advanced Operations and Engineering Services) (AOES グループ BV) - 国際的な技術サービスと月面着陸機と月面車に関連する構造体、熱、推進装置の設計と分析の専門家による支援を担当
- スイス推進研究所 - 低予算でホワイトレーベルスペースミッションで使用される着陸用エンジンの開発は自社製のロケットエンジン試験装置を使用する。
- 東北大学 宇宙ロボット研究所 - 月面車の設計を担当
- エアボーン・コンポジッツ BV - 先進的な複合材の生産と宇宙と他の産業用の技術の開発と軽量高性能複合材製構造体の製造を担当
- Emxys - 計測器と科学と産業市場向けの制御用組み込み電子機器の設計と製造[24][25]
- ミュンヘン工科大学の宇宙技術グループ
- LunarNumbat - オーストラリアとニュージーランドのオープン・ソース技術をホワイトレーベルの宇宙ミッションを支援する新しいソフトウェアと電子機器の開発のために使用するチーム
- ヴロツワフ工科大学 - 航空宇宙通信機器の開発
- JAQAR スペース・エンジニアリング - 軌道設計とミッション分析の協力者

## 月面車
箱型の本体の左右に脚部を備え、脚部の先端の4つの車輪で走行するローバー。
当初は『ムーンレイカー』と呼ばれ、2作目の試作月面車 (PM-2) には固有の名前として"はくと"が与えられたが、フライトモデル（月面に実際に送られるモデル）の名称は一般公募により『SORATO（ソラト）』となった。
『SORATO』は、au×HAKUTO MOON CHALLENGEのアンバサダーであるサカナクションによる、HAKUTOの応援楽曲の名称にもなった。
開発の過程において、3作目の試作月面車 (PM-3) として二輪のローバー『テトリス』も製作され、四輪のローバーとの組み合わせで月面を探査することを想定した実験も行われたが、最終的には小型・軽量化のため四輪のローバーのみの1台構成となった。